# Wanda Bogdani
Wanda Bogdani (ur. 23 marca 1851 we Lwowie, zm. 1888) – polska śpiewaczka operowa (sopran).

## Życiorys
Urodziła się jako córka Franciszka Ksawerego Kleczkowskiego i Flory Bogdani.
Po raz pierwszy wystąpiła na scenie w 1866 w ramach koncertu charytatywnego. Po przeprowadzce z matką do Wiednia uczyła się śpiewu u Anny Marii Wilhelminy van Hasselt-Barth i Pauliny Viardot-Garcia. W 1877 usłyszał ją dyrektor Opery monachijskiej, który poszukiwał następczyni tamtejszej Primadonny, i od razu ją zaangażował. Debiutowała partią Rozyny w Cyruliku sewilskim. Po roku przeniosła się do frankfurckiego Stadttheater.
Występowała w Berlinie, Monachium, Mediolanie i Turynie. W 1873 została zaangażowana do opery paryskiej, a w 1874 do Opery Komicznej w Wiedniu. W grudniu 1874 i w styczniu 1875 występowała we Lwowie, lecz przerwała występy w związku ze swoim procesem o długi w Wiedniu. W późniejszych latach występowała m.in. w Warszawie.
Była żoną hrabiego Karola van der Meere.